# Adolphe Niel
Adolphe Niel (Muret, 4 ottobre 1802 – Parigi, 13 agosto 1869) è stato un generale francese, Maresciallo di Francia dal 1859.

## Biografia

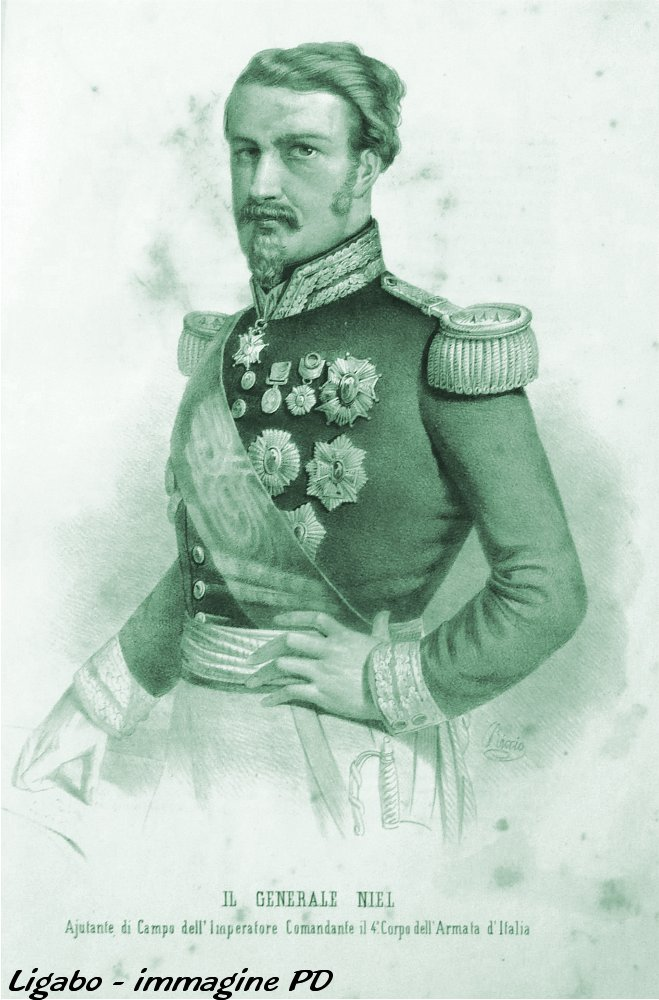
Ritratto del generale Niel nel 1859

Nato da una vecchia famiglia borghese assai conosciuta nell'Alta Garonna, si diplomò nel 1821 all'École polytechnique per poi frequentare la scuola del corpo del genio di Metz, di cui divenne tenente nel 1827, e capitano nel 1833.
Prese parte alle operazioni contro la città algerina di Costantina, in cui comandava una parte delle truppe del genio; la sua condotta gli valse la promozione a comandante di battaglione nel 1837. Fu poi promosso tenente colonnello nel 1840 e colonnello nel 1846. Nel 1849 servì come capo di Stato Maggiore del generale Vaillant durante la spedizione comandata da Oudinot contro la Repubblica Romana. Fu quindi nominato generale di brigata e direttore dei servizi del genio al quartier generale.
Nel 1851 Niel divenne membro del Comitato per le fortificazioni, nel 1852 entrò nel Consiglio di Stato e nel 1853 divenne generale di divisione.
Nella prima parte della guerra di Crimea Niel fu impegnato sul mar Baltico, nella direzione del genio durante le operazioni contro la fortezza di Bomarsund. All'inizio del 1855 fu inviato in Crimea, dove succedette al generale Bizot a capo del corpo del genio.
Per alcuni anni fu il più influente consigliere militare di Napoleone III, e nell'occasione fu investito dei poteri per guidare i generali in loco secondo i voleri dell'imperatore e del governo.
Niel portò a termine il delicato incarico nel migliore dei modi, dirigendo le operazioni di assedio alla battaglia di Malakoff. Fu premiato con la Gran Croce della Legion d'Onore.
Dal 1855 al 1859 lavorò al quartier generale e fu membro del Senato; nella guerra contro l'Austria comandò il IV Corpo d'armata e prese parte alla battaglia di Magenta e, nell'ambito della battaglia di Solferino e San Martino, diresse magistralmente la Battaglia di Medole, per la quale venne creato Maresciallo di Francia sul campo. Molti storici concordano nell'indicare Niel come il principale artefice della vittoria franco-sarda del 24 giugno 1859.
Dopo aver servito anche per alcuni anni in un comando di guarnigione, divenne ministro della guerra succedendo a Jacques Louis Randon, e tenne tale incarico dal 1867 al 1869. In tale veste concepì ed avviò un ampio schema di riforma dell'esercito, basato sulla coscrizione generalizzata e la creazione di vaste riserve. A tal proposito sono da sottolineare le innovazioni introdotte dalla Commissione per gli studi ferroviari, presieduta da Niel, nel 1869 in materia di sbarchi ed imbarchi di truppe e materiali in piena via e nelle vicinanze del nemico. Gli studi in materia, per paradosso, verranno poi utilizzati dai tedesco-prussiani durante la guerra del 1870-1871 e non dai francesi.
Non visse però abbastanza per vedere completata la sua opera di riorganizzazione: morì a Parigi un anno prima della guerra franco-prussiana, che avrebbe distrutto il vecchio esercito imperiale su cui la creatura di Niel si doveva innestare.

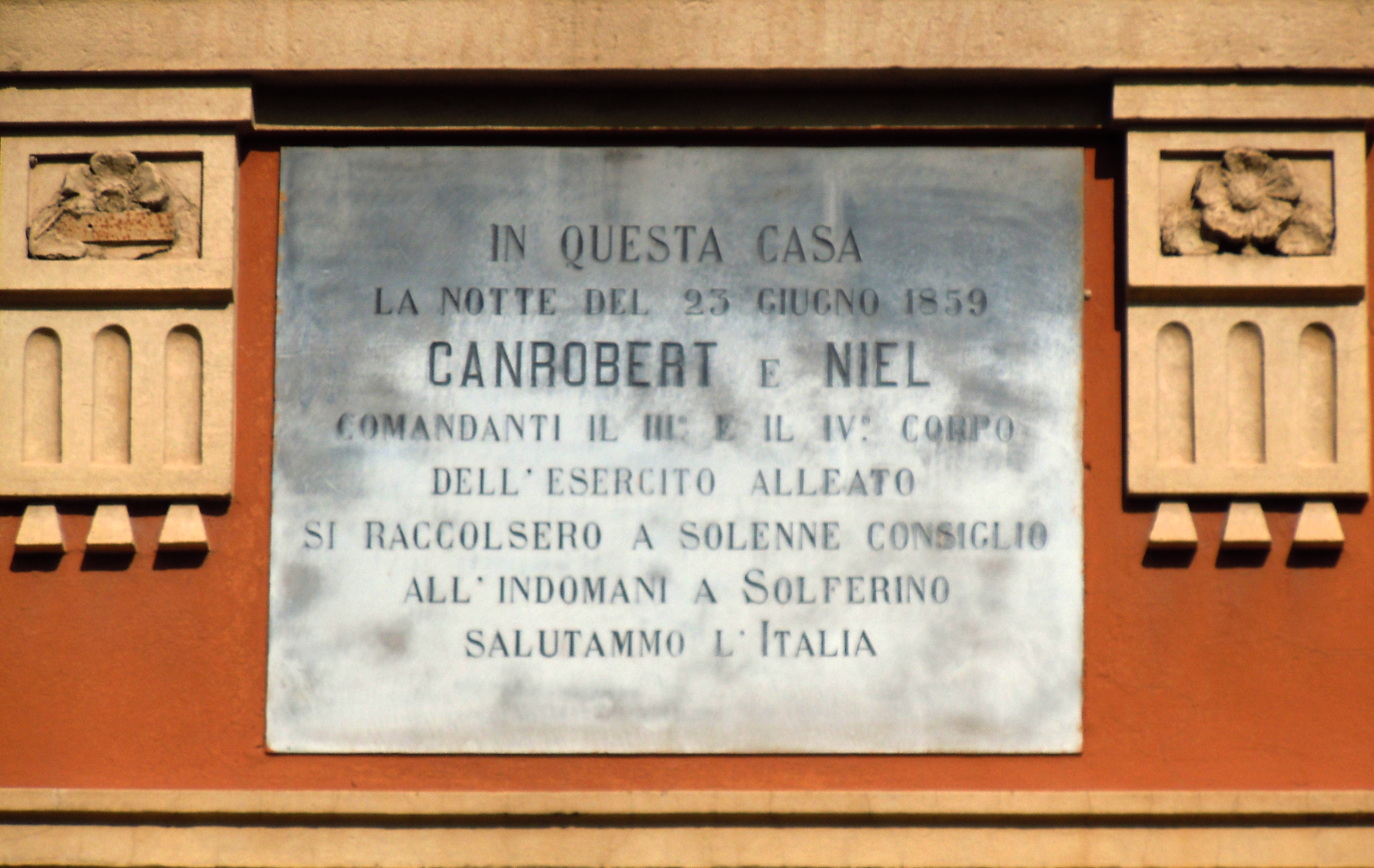
Carpenedolo, lapide ai generali Canrobert e Niel

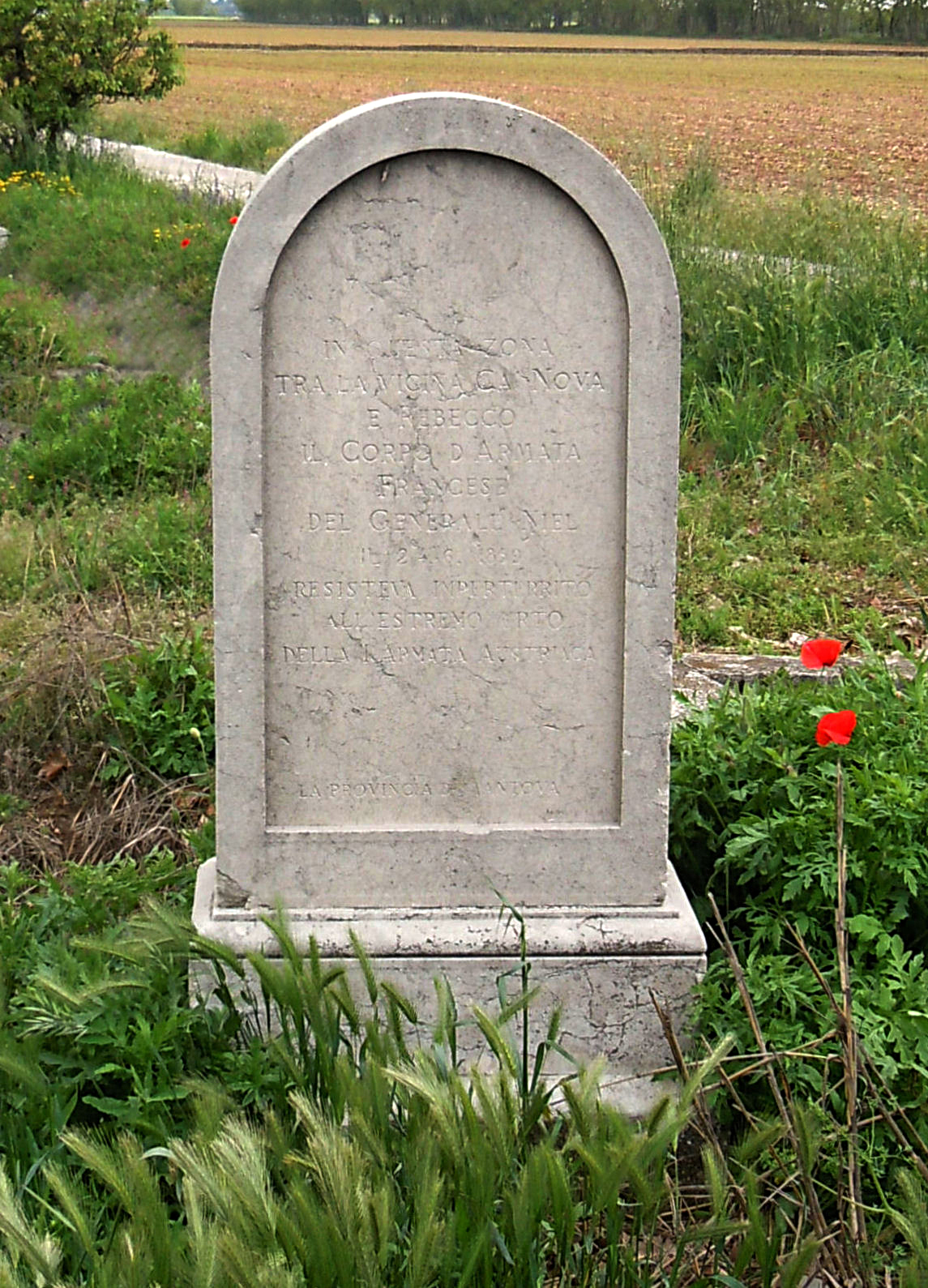
Medole, cippo a memoria del generale Niel

## Araldica
| Stemma | Descrizione  | Blasonatura |
|        | Adolphe Niel | D'azzurro, al nido d'argento sormontante una lettera L d'oro (Il blasone è uno stemma parlante in quanto in francese la parola nido si traduce con "nid" che sommato alla "L" sottostante per crasi da "Niel"). |

## Cultura di massa

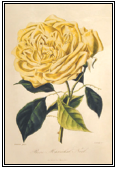
Rosa Maréchal Niel

- A Muret si trova una statua del maresciallo Niel. A Tolosa, il Palais Niel, la caserma Niel e la via maresciallo Niel. A Parigi, nel 17º arrondissement si trova l'Avenue Niel. Anche la città di Clermont-Ferrand, ha dedicato una via al maresciallo Niel.
- Esiste una varietà di rosa Maréchal Niel